# Антоніо Паррейрас
Антоніо Паррейрас (порт. Antônio Diogo da Silva Parreiras; 20 січня 1860 — 17 жовтня 1937) — бразильський художник.

## Біографія
Народився у багатодітній сім’ї. 1882 вступив до Академії вишуканих мистецтв у Ріо-де-Жанейро, яку полишив через два роки разом зі своїм наставником — німецьким художником-іммігрантом Георгом Гріммом та декількома своїми одногрупниками, внаслідок конфлікту Грімма з керівництвом Академії. Грімм та його учні, які залишили Академію, в тому числі Паррейрас, створили мистецький осередок відомий як «Група Грімма». Після того, як Грімм 1885 переїхав працювати в глибинку, Паррейрас займався самоосвітою.
1888 молодий митець здійснив  творчу мандрівку до Венеції, де вчився у Філіппо Каркано. По його поверненню до Бразилії 1890 року Паррейрас стає професором у своїй альма-матер, котра на той час отримала назву Національної школи вишуканих мистецтв. 
У 1925 художника обирають найкращим митцем за версією читачів журналу Фон-Фон. Роком пізніше художник публікує книгу-автобіографію.
Через чотири роки по його смерті у майстерні художника відкрили Музей Антоніо Паррейраса.
Писав картини у різних жанрах  — історичний та побутовий живопис, портрети і пейзажі, релігійний і міфологічний живопис, анімалізм тощо.    

## Галерея

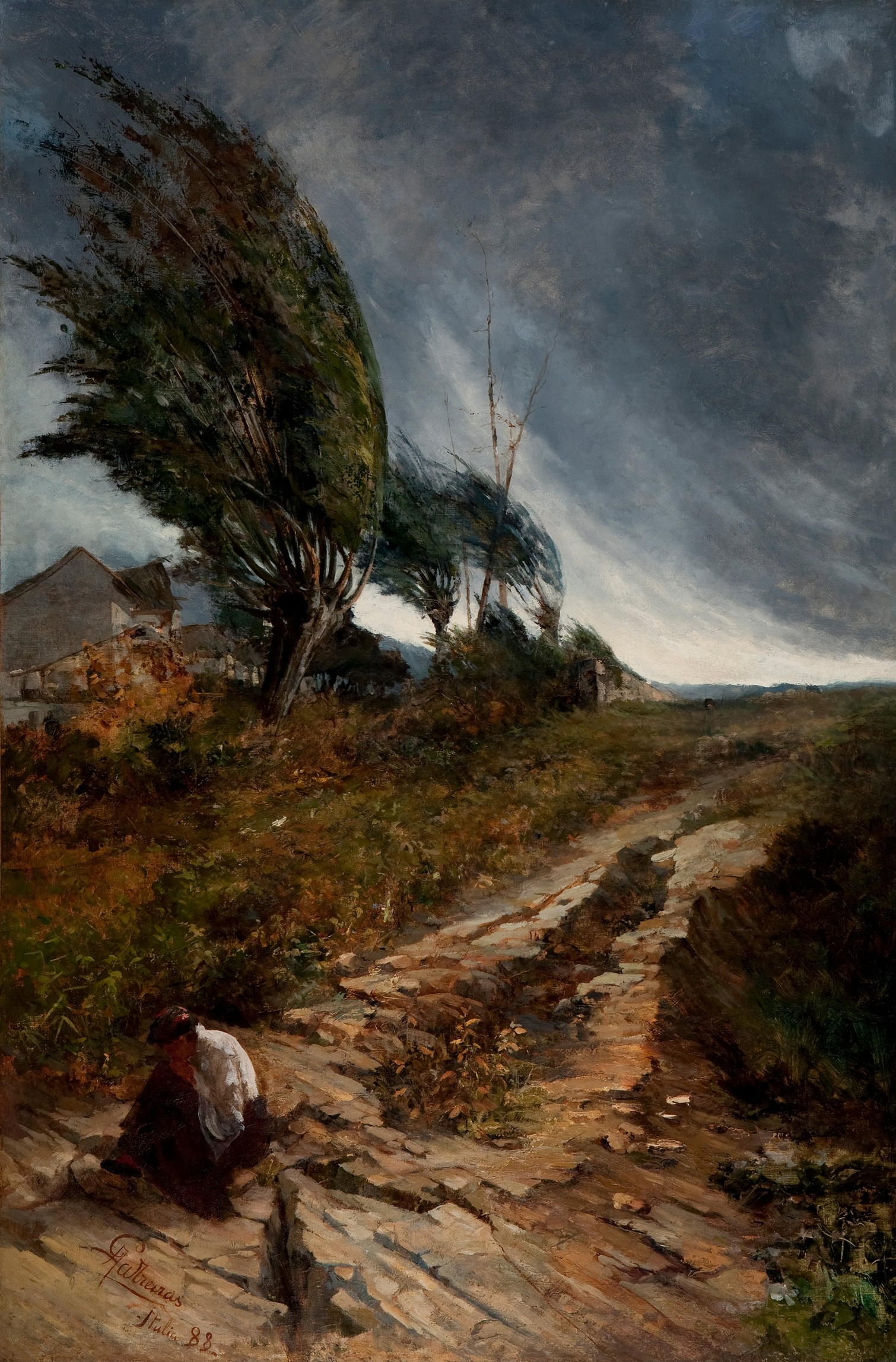
«Буревій» (1888), Пінакотека штату Сан-Паулу
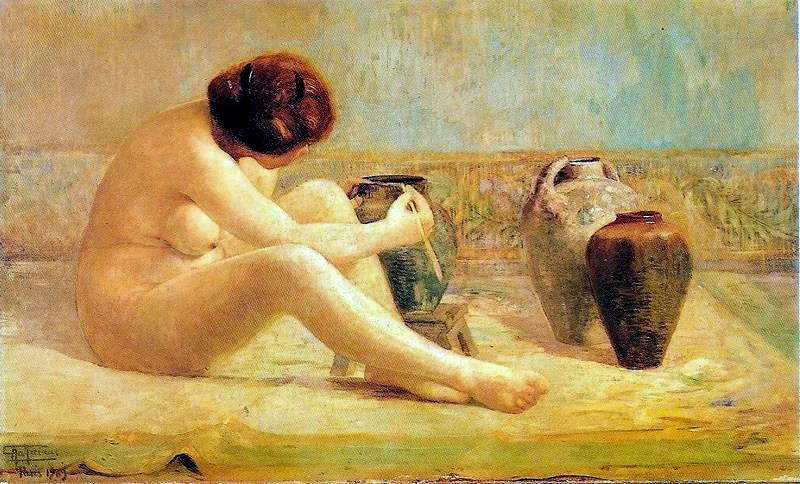
Fantasia (1909)
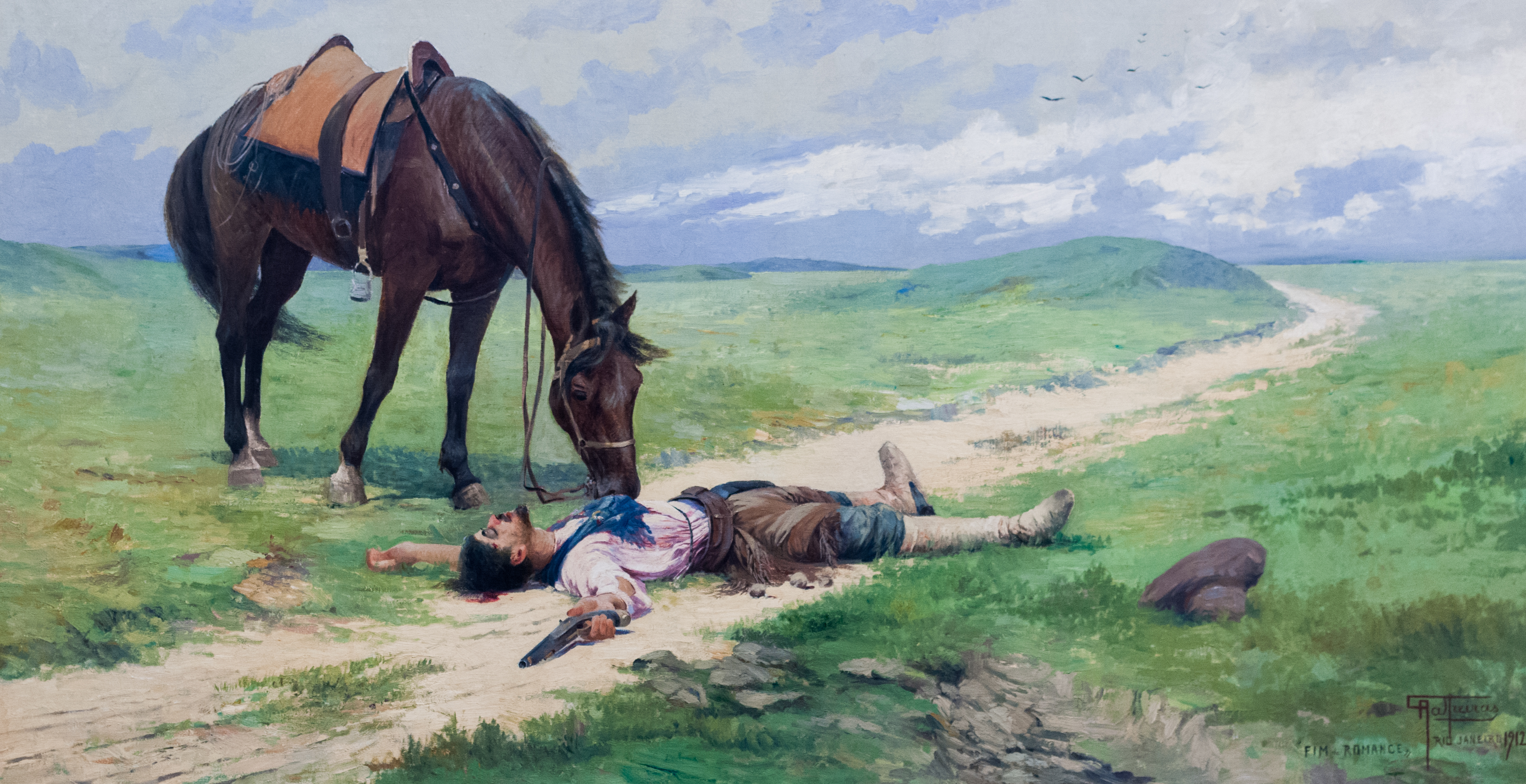
The End of Romance (1915)
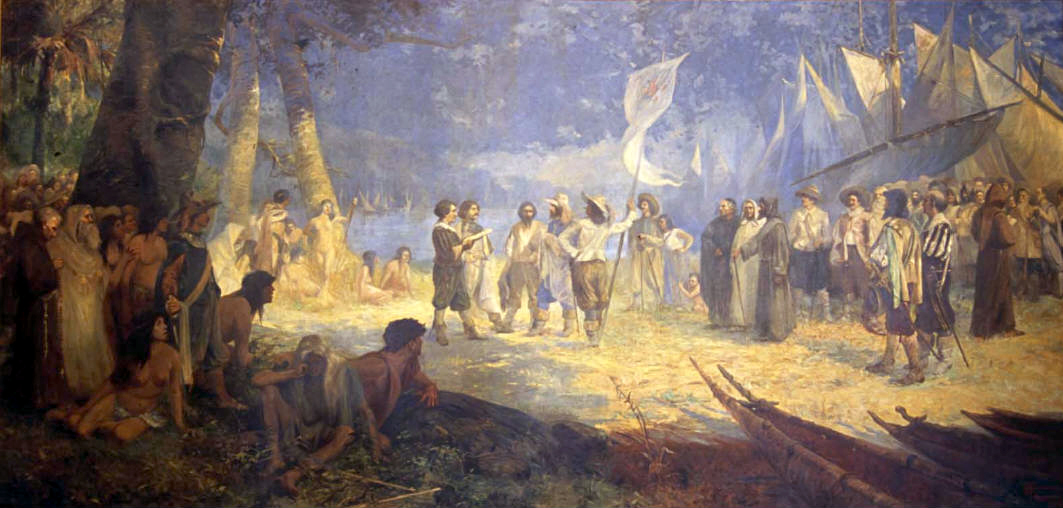
Conquest of the Amazon (1907)
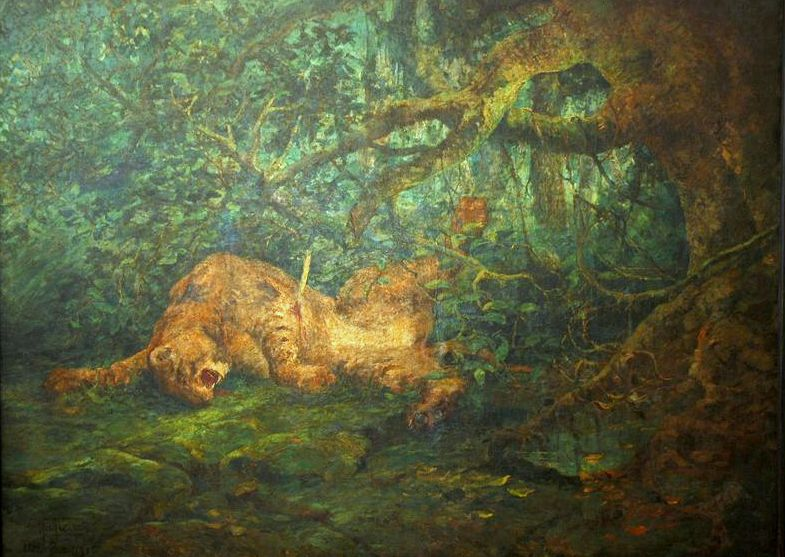
Agony (1915)
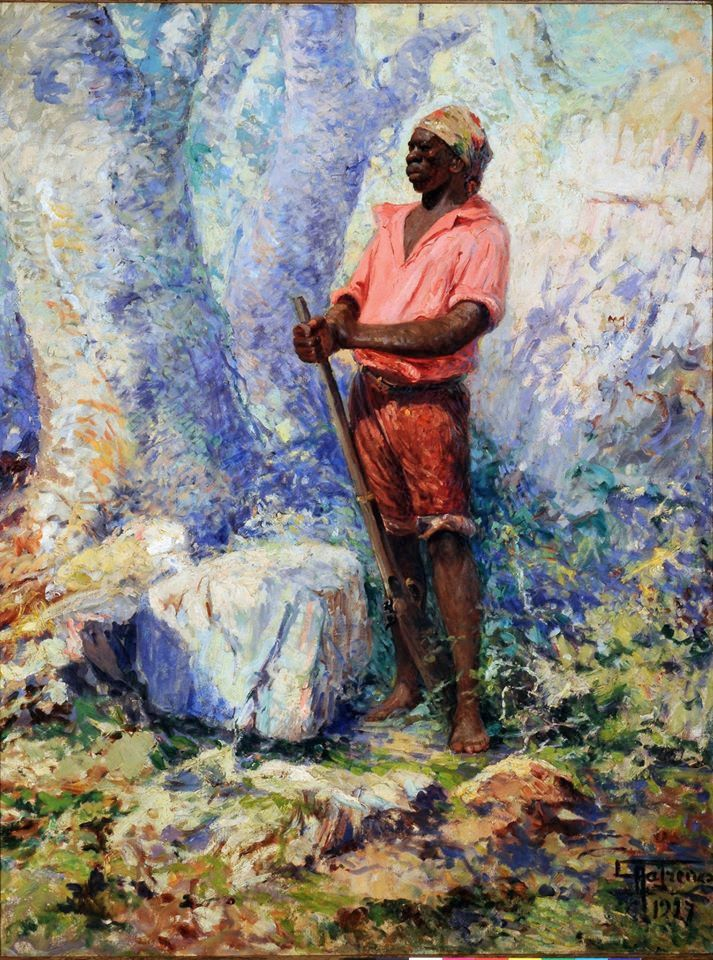
Zumbi (1927)